# Homa Bay (hrabstwo)
Homa Bay – hrabstwo w południowo-zachodniej Kenii, na obszarze dawnej prowincji Nyanza. Jego stolicą i największym miastem jest Homa Bay. Według Spisu Powszechnego z 2019 roku liczy 1 131 950 mieszkańców, na obszarze 3153 km². W większości zamieszkane przez lud Luo.
Turystyka jest głównym źródłem dochodów dla Homa Bay, a atrakcje turystyczne, takie jak Park Narodowy Ruma i Wyspa Mfangano, przyciągają tysiące turystów.
Homa Bay graniczy z pięcioma hrabstwami: Migori na południu, Kisii i Nyamirą na wschodzie, oraz z Kericho i Kisumu na północnym wschodzie. Na północy i zachodzie graniczy również z Jeziorem Wiktorii.

## Gospodarka
Rybołówstwo i rolnictwo to obok turystyki główne rodzaje działalności gospodarczej w hrabstwie Homa Bay. Produkowane są tutaj jedne z najlepszych ryb na świecie. Łowienie ryb jest praktykowane głównie w pobliżu Jeziora Wiktorii. Ryby łowione w jeziorze to tilapia i lates nilowy, które są spożywane lokalnie, a także sprzedawane do innych miast, takich jak Kisumu, czy Nairobi, a nawet eksportowane na cały świat. Europa jest głównym konsumentem okonia nilowego z jeziora Wiktorii.
Obszary wokół Kasipul, Kabondo, Rangwe i Ndhiwa są bardzo żyzne, gdzie produkuje się obfite zbiory bawełny, kukurydzy, trzciny cukrowej, manioku, bananów, ananasów, sorgo, prosa, słonecznika, sorgo, orzeszków ziemnych i ziemniaków.

## Religia
Struktura religijna w 2019 roku wg Spisu Powszechnego:
- protestantyzm – 59,9%
- niezależne kościoły afrykańskie – 17,8%
- katolicyzm – 16,3%
- pozostali chrześcijanie – 3,2%
- islam – 0,66%
- pozostali – 2,1%.

## Podział administracyjny
Hrabstwo Homa Bay składa się z ośmiu okręgów:
- Mbita,
- Ndhiwa,
- Homabay Town,
- Rangwe,
- Karachuonyo,
- Kabondo,
- Kasipul i
- Suba.